# Fallets fornby

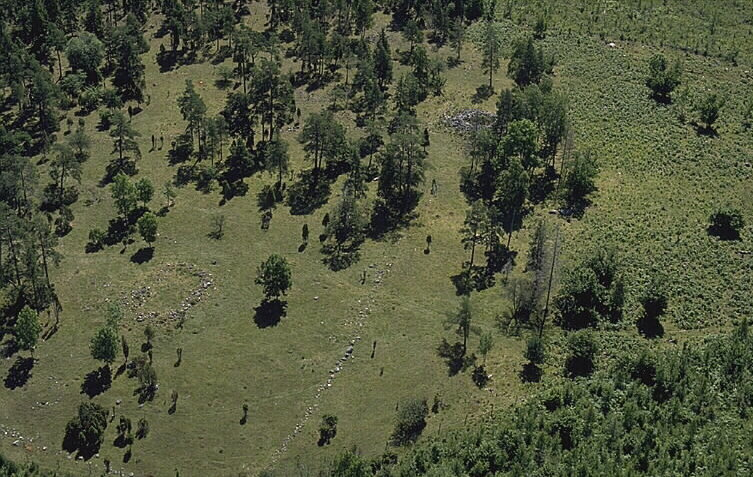
Fallets fornby

Fallets fornby är ett fornlämningsområde i Tingstäde socken på Gotland, på norra delen av Filehajdar.
Området omfattar 10 kämpagravar (husgrunder), gravfält och ett system av stensträngar. Gravfältet består av nio runda stensättningar och ett röse, det senare 15 meter i diameter och 1,8 meter högt.